# I nostri anni (Stadio)
I nostri anni è un singolo degli Stadio, pubblicato dalla EMI Italiana il 12 ottobre 2012, che anticipa l'album 30 I nostri anni (2012).

## Il brano
È una collaborazione musicale con Fabrizio Moro che scrive il testo e canta con il gruppo. Mentre Fabrizio Foschini, tastierista della band durante i tour, compone la musica, cura l'arrangiamento e suona il piano.

## Il video
Dalla canzone è tratto un videoclip girato alla Fonoprint di Bologna, rimasto, fin dagli esordi, lo studio di registrazione di riferimento della band e diventato, nel tempo, uno dei più famosi in Europa.

## Tracce
Gli autori del testo precedono i compositori della musica da cui sono separati con un trattino.
1. I nostri anni (feat. Fabrizio Moro) – 4:14 (testo: Fabrizio Moro – musica: Fabrizio Foschini, Gaetano Curreri)

## Formazione
Gruppo
- Gaetano Curreri - voce
- Andrea Fornili - chitarre, tastiere, programmazione
- Roberto Drovandi - basso elettrico
- Giovanni Pezzoli - batteria

Altri musicisti
- Fabrizio Foschini - pianoforte, arrangiamento